# مرگ‌ها در مه ۲۰۲۰
مرگ‌ها در مه ۲۰۲۰ آنچه در پی می‌آید فهرست افراد سرشناسی است که در مه ۲۰۲۰ درگذشته‌اند.
- در هر عنوان به‌ترتیب نام شخص، سن، دلیل سرشناسی، ملیت، علت مرگ، و منبع آمده‌است.

## مه
مرگ‌ها در مه ۲۰۲۰ آنچه در پی می‌آید فهرست افراد سرشناسی است که در مه ۲۰۲۰ درگذشته‌اند.

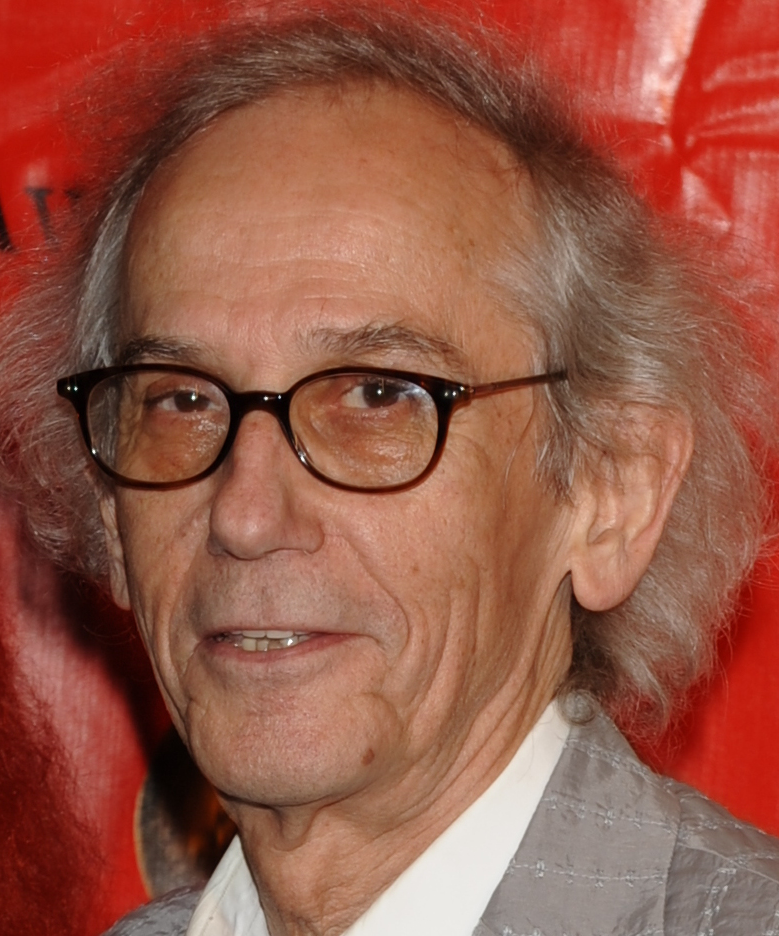
کریستو

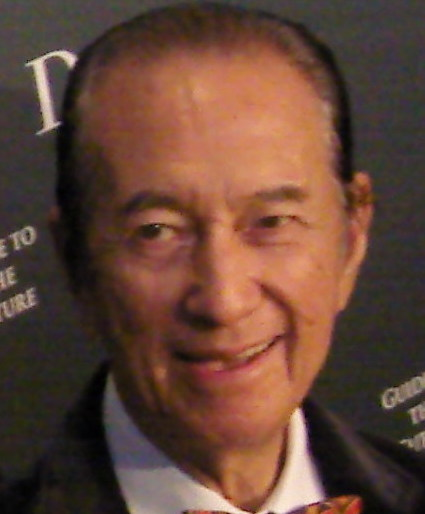
استنلی هو

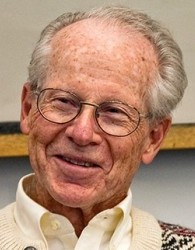
الیور ئی. ویلیامسون

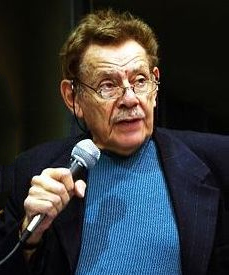
جری استیلر

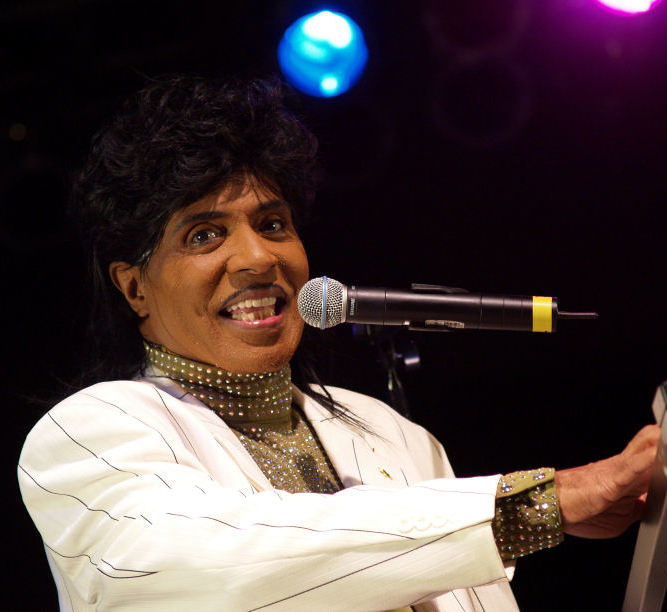
لیتل ریچارد

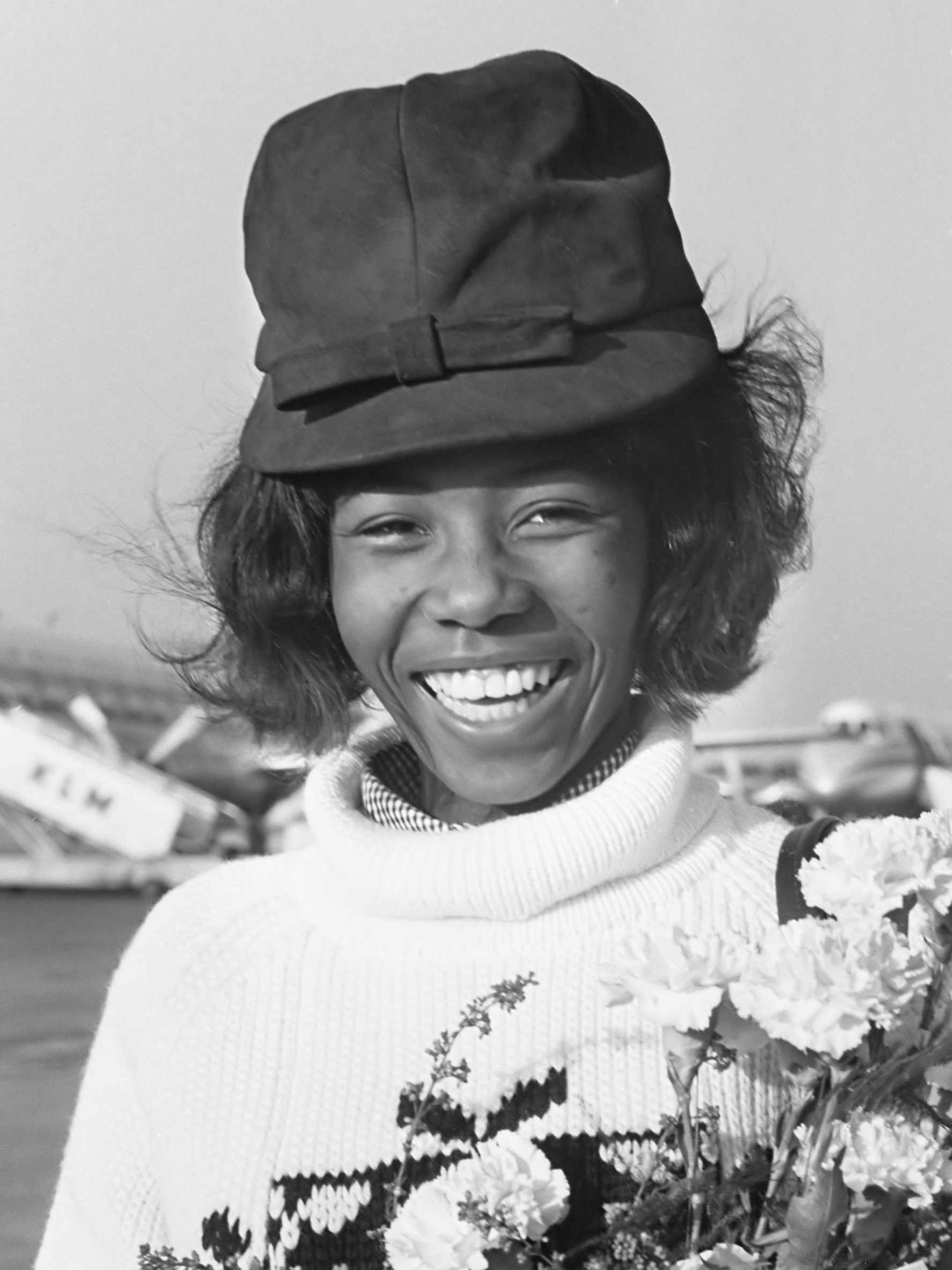
میلی اسمال

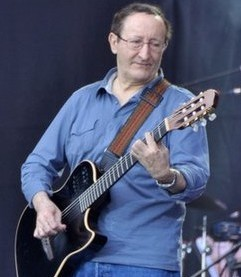
ایدیر

### ۱
- تون تین، ۹۹، سیاستمدار اهل برمه، نخست‌وزیر (۱۹۸۸).[۱]
- گیورگیوس زایمیس، ۸۲، قایقران قایق بادبانی اهل یونان.[۲]
- سیلویا لگراند، ۹۳، هنرپیشه اهل آرژانتین.[۳]

### ۲
- ایدیر، ۷۰، خواننده-ترانه‌پرداز اهل الجزایر، بر اثر بیماری ریه.[۴]

### ۳
- جان اریکسن، ۹۳، هنرپیشه اهل ایالات متحده آمریکا، بر اثر سینه‌پهلو.[۵]

### ۴
- جین اردمن، ۱۰۴، رقصنده و رقص‌پرداز اهل ایالات متحده آمریکا.[۶]
- نجف دریابندری، ۹۰، مترجم و نویسنده اهل ایران.[۷]

### ۵
- سرگئی آدیان، ۸۹، ریاضی‌دان اهل ارمنستان[۸]
- میلی اسمال، ۷۲، خواننده و ترانه‌نویس اهل جامائیکا، بر اثر سکته مغزی.[۹]

### ۶
- برایان هاو، ۶۶، خواننده-ترانه‌پرداز اهل انگلستان، بر اثر سکته قلبی.[۱۰]

### ۷
- مانوئل جووه، ۷۸، کارآفرین و سرمایه‌دار اهل اسپانیا.[۱۱]

### ۸
- توماس کارلوویچ، ۷۴، مربی و بازیکن فوتبال اهل آرژانتین.[۱۲]
- روی هورن، ۷۵، سرگرمیساز آلمانی آمریکایی بر اثر بیماری کروناویروس ۲۰۱۹.[۱۳]

### ۹
- کریستینا لوون، ۷۱، شاعر و نمایشنامه‌نویس اهل سوئد.[۱۴]
- لیتل ریچارد، ۸۷، آهنگ‌ساز، خواننده، ترانه‌سرا و موزیسین اهل ایالات متحده آمریکا، بر اثر تومور استخوان.[۱۵]

### ۱۰
- بتی رایت، ۶۶، موسیقی‌دان اهل ایالات متحده آمریکا، بر اثر سرطان.[۱۶]

### ۱۱
- فرانسیسکو خاویر آگویلار گارسیا، ۷۱، بازیکن فوتبال اهل اسپانیا، بر اثر سرطان.[۱۷]
- جری استیلر، ۹۲، هنرپیشه اهل ایالات متحده آمریکا.[۱۸]
- هاتون گیبسون، ۱۰۱، نویسنده اهل ایالات متحده آمریکا.[۱۹]
- مون مارتین، ۷۴، خواننده-ترانه‌سرا، آهنگساز، و خواننده اهل ایالات متحده آمریکا.[۲۰]

### ۱۲
- میشل پیکولی، ۹۴، هنرپیشه اهل فرانسه، بر اثر سکته مغزی.[۲۱]
- سیساوات کوبونفان، ۹۲، سیاست‌مدار اهل لائوس، نخست‌وزیر (۱۹۹۸–۲۰۰۱).[۲۲]

### ۱۳
- رولف هوخهوت، ۸۹، نمایش‌نامه‌نویس، نویسنده و فیلم‌نامه‌نویس اهل آلمان.[۲۳]

### ۱۵
- اتسیو بوسو، ۴۸، موسیقی‌دان، آهنگساز و رهبر ارکستر اهل ایتالیا، بر اثر بیماری عصبی.[۲۴]
- لین شلتون، ۵۴، کارگردان، فیلم‌نامه‌نویس، و تهیه‌کننده اهل ایالات متحده آمریکا.[۲۵]
- فرد ویلارد، ۸۶، هنرپیشه اهل ایالات متحده آمریکا، بر اثر سکته قلبی.[۲۶]

### ۱۶
- حسین کاظم‌پور اردبیلی، ۶۷، سیاستمدار، دیپلمات و مدیر اجرایی اهل ایران، بر اثر خونریزی مغزی.[۲۷]
- مونیک مرکور، ۸۹، هنرپیشه اهل کانادا.[۲۸]

### ۱۷
- لاکی پترسون، ۵۵، موسیقی‌دان اهل ایالات متحده آمریکا.[۲۹]
- پیتر توماس، ۹۴، آهنگساز و تنظیم‌کننده اهل آلمان.[۳۰]

### ۱۸
- سوزان روتنبرگ، ۷۵، نقاش اهل ایالات متحده آمریکا.[۳۱]
- صالح عبدالله کامل، ۷۹، کارآفرین، بانکدار، سرمایه‌دار و مدیر ارشد اجرایی اهل عربستان سعودی.[۳۲]

### ۲۱
- گرهارد اشتراک، ۶۴، بازیکن فوتبال اهل آلمان.[۳۳]
- الکساندر گرامیسوف، ۶۱، بازیکن هاکی روی یخ اهل روسیه.[۳۴]
- الیور ئی. ویلیامسون، ۸۷، اقتصاددان اهل ایالات متحده آمریکا.[۳۵]

### ۲۲
- لوئیجی سیمونی، ۸۱، بازیکن و مربی فوتبال اهل ایتالیا.[۳۶]
- اشلی کوپر، ۸۳، تنیس‌باز اهل استرالیا.[۳۷]
- آلبر ممی، ۹۹، نویسنده و مقاله‌نویس اهل فرانسه.[۳۸]

### ۲۳
- ماریا ولیو دا کوستا، ۸۱، نویسنده اهل پرتغال.[۳۹]
- هانا کیمورا، ۲۲، کشتی‌گیر کشتی حرفه‌ای اهل ژاپن.[۴۰]

### ۲۴
- ژان-لوپ دابادی، ۸۱، خبرنگار و نویسنده اهل فرانسه.[۴۱]

### ۲۵
- هیون سونگ-جونگ، ۱۰۱، سیاست‌مدار اهل کره جنوبی، نخست‌وزیر (۱۹۹۲–۱۹۹۳).[۴۲]
- بالبیر سینگ، ۹۶، بازیکن هاکی روی چمن اهل هند.[۴۳]
- جورج فلوید، ۴۶، قربانی نقض حقوق بشر اهل ایالات متحده آمریکا.[۴۴]
- رناته کروسنر، ۷۵، هنرپیشه اهل آلمان.[۴۵]
- صدیقه کیانفر، ۸۷، بازیگر اهل ایران.[۴۶]

### ۲۶
- پراهلاد جانی، ۹۰، رهبر مذهبی اهل هند.[۴۷]
- سامول گاسپاروف، ۸۱، کارگردان فیلم، هنرپیشه و فیلم‌نامه‌نویس اهل ارمنستان.[۴۸]
- ریچارد هرد، ۸۷، هنرپیشه اهل ایالات متحده آمریکا.[۴۹]
- ایرم هرمان، ۷۷، هنرپیشه اهل آلمان.[۵۰]
- استنلی هو، ۹۸، بازرگان و کارآفرین اهل هنگ کنگ.[۵۱]

### ۲۷
- سام جانسون، ۸۹، سیاست‌مدار اهل ایالات متحده آمریکا.[۵۲]
- لری کریمر، ۸۴، فیلم‌نامه‌نویس و نمایش‌نامه‌نویس اهل ایالات متحده آمریکا.[۵۳]

### ۲۸
- خوستاف د اسمتس، ۸۵، دوچرخه‌سوار اهل بلژیک.[۵۴]

### ۲۹
- عبدالرحمان یوسفی، ۹۶، سیاست‌مدار اهل مراکش، نخست‌وزیر (۱۹۹۸–۲۰۰۲).[۵۵]

### ۳۰
- روژه دکوک، ۹۳، دوچرخه‌سوار اهل بلژیک.[۵۶]
- میشل گوتیه، ۷۰، سیاست‌مدار اهل کانادا.[۵۷]
- بابی مورو، ۸۴، ورزشکار رشتهٔ دو و میدانی اهل ایالات متحده آمریکا.[۵۸]

### ۳۱
- کریستو، ۸۴، هنرمند اهل بلغارستان.[۵۹]
- دن ون هوسن، ۷۵، بازیگر اهل آلمان، بر اثر بیماری کروناویروس ۲۰۱۹.[۶۰]